# اوتوشو
اوتوشو (به فرانسوی: Autechaux) یک کمون در فرانسه است که در دو (فرانسه) واقع شده‌است. اوتوشو ۶٫۵۹ کیلومتر مربع مساحت دارد.